# Wojewódzki Szpital Zespolony im. Ludwika Perzyny w Kaliszu

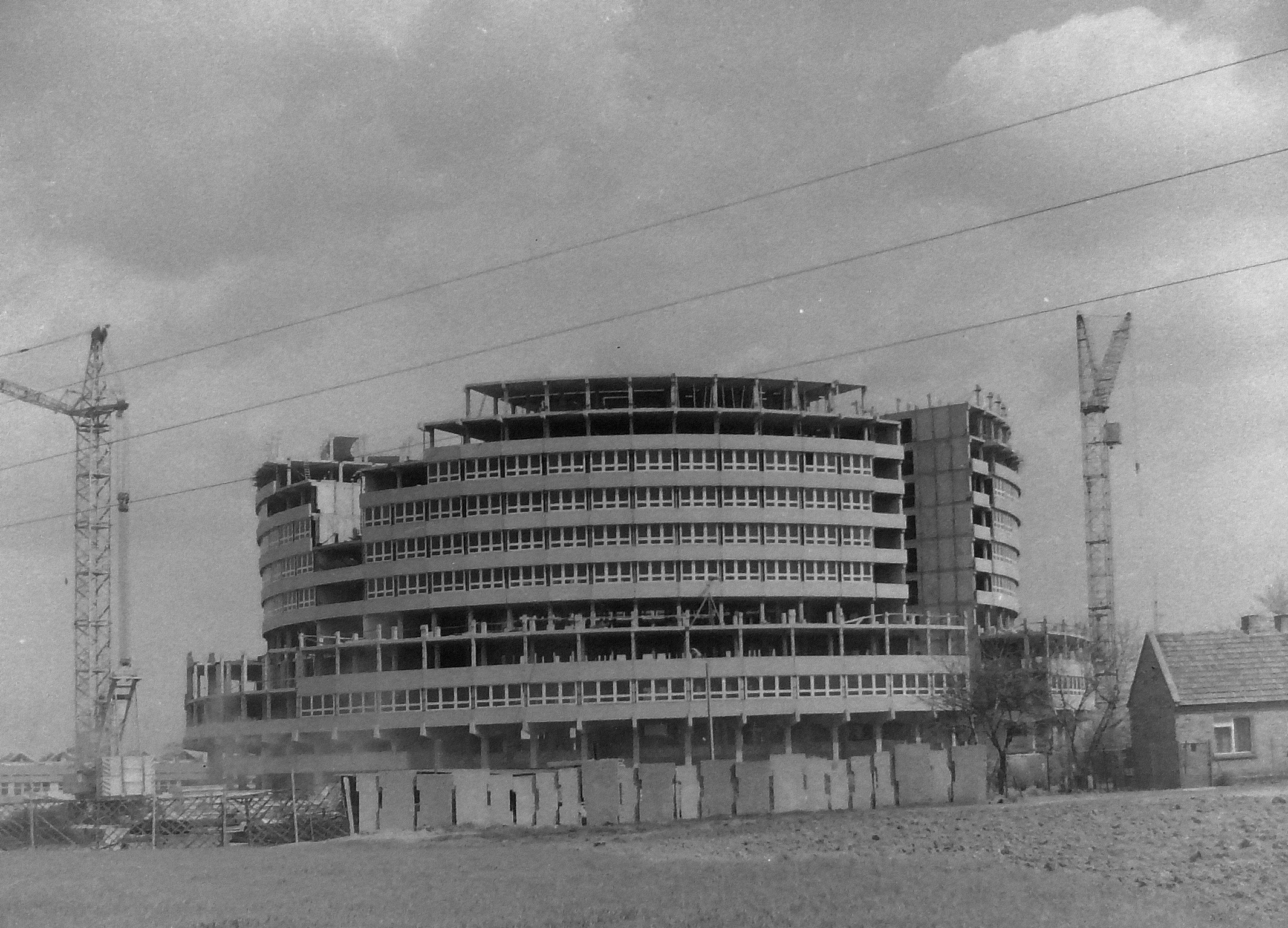
Budowa szpitala

Wojewódzki Szpital Zespolony im. Ludwika Perzyny w Kaliszu – wielospecjalistyczny szpital z zespołem specjalistycznych poradni w Kaliszu utworzony w 1985; w 2006 włączono do niego wielospecjalistyczny Wojewódzki Szpital Matki i Dziecka im. Przemysława II przy ul. Toruńskiej wzniesiony w latach 1934–-1936 wg projektu Władysław Borawskiego; od 1989 nosi imię Ludwika Perzyny.

## Historia
W 1954 Oddział Chorób Płucnych Szpitala Miejskiego im. Przemysława II został przekształcony w Państwowy Szpital Przeciwgruźliczy im. dra Bronisława Koszutskiego w Wolicy; Bronisław Koszutski był lekarzem, działaczem społecznym, przed 1939 był prezesem Kaliskiego Towarzystwa Lekarskiego, w 1945 na nowo organizował szpitalnictwo w Kaliszu. 
Budynek szpitala przy ul. Poznańskiej 79, modernistyczny, został wzniesiony jako Wojewódzki Szpital Wielospecjalistyczny w Kaliszu w latach 1973–1989 według projektu Henryka Marcinkowskiego i Piotra Namysła.
W szpitalu leczy się około 37 tys. pacjentów rocznie. Placówka współpracuje w zakresie odbywania studenckich praktyk i pozyskiwania nowej kadry medycznej z Wydziałem Medycznym i Nauk o Zdrowiu Uniwersytetu Kaliskiego im. Prezydenta Stanisława Wojciechowskiego w Kaliszu. W 2025 roku władze szpitala i uczelni podpisały porozumienie, na mocy którego w przyszłości Wojewódzki Szpital Zespolony im. Ludwika Perzyny w Kaliszu zostanie przekształcony w Szpital Kliniczny Uniwersytetu Kaliskiego. Docelowo wszystkie oddziały mają stać się oddziałami klinicznymi, choć sam szpital ma nie zmienić struktury właścicielskiej. 
W 2015 szpital dzięki wsparciu Urzędowi Marszałkowskiemu Województwa Wielkopolskiego kwotą ponad 11 mln złotych otrzymał innowacyjną aparaturę medyczną m.in. neuronawigację do skomplikowanych operacji na mózgu.
1 lutego 2016 w szpitalu przy ul. Toruńskiej otwarto Oddział Onkologii Klinicznej, połączony bezpośrednio z budynkiem Ośrodka Radioterapii.
Przy szpitalu znajduje się lądowisko Kalisz, przeznaczone dla śmigłowców sanitarnych i ratowniczych.

## Oddziały[3]
1. Chorób Wewnętrznych I i Gastroenterologii
2. Chorób Wewnętrznych II
3. Chirurgii Ogólnej i Naczyniowej
4. Chirurgii Ogólnej i Przewodu Pokarmowego
5. Anestezjologii i Intensywnej Terapii
6. Urologiczny - na sierpień 2025 zawieszony[11]
7. Neurologiczny z Pododdziałem Udarowym
8. Otolaryngologiczny
9. Urazowo-Ortopedyczny
10. Kardiologiczny
11. Okulistyczny
12. Chirurgii Szczękowo-Twarzowej
13. Reumatologiczny
14. Neurochirurgiczny
15. Nefrologiczny ze Stacją Dializ
16. Szpitalny Oddział Ratunkowy
17. Rehabilitacyjny
18. Rehabilitacji Dziecięcej (pobyt dzienny
19. Gastroenterologii Dziecięcej
20. Chorób Dziecięcych
21. Położniczo-Ginekologiczny i Ginekologii Onkologicznej
22. Patologii i Intensywnej Terapii Noworodka
23. Obserwacyjno-Zakaźny
24. Psychiatryczny
25. Onkologii Klinicznej

## Galeria

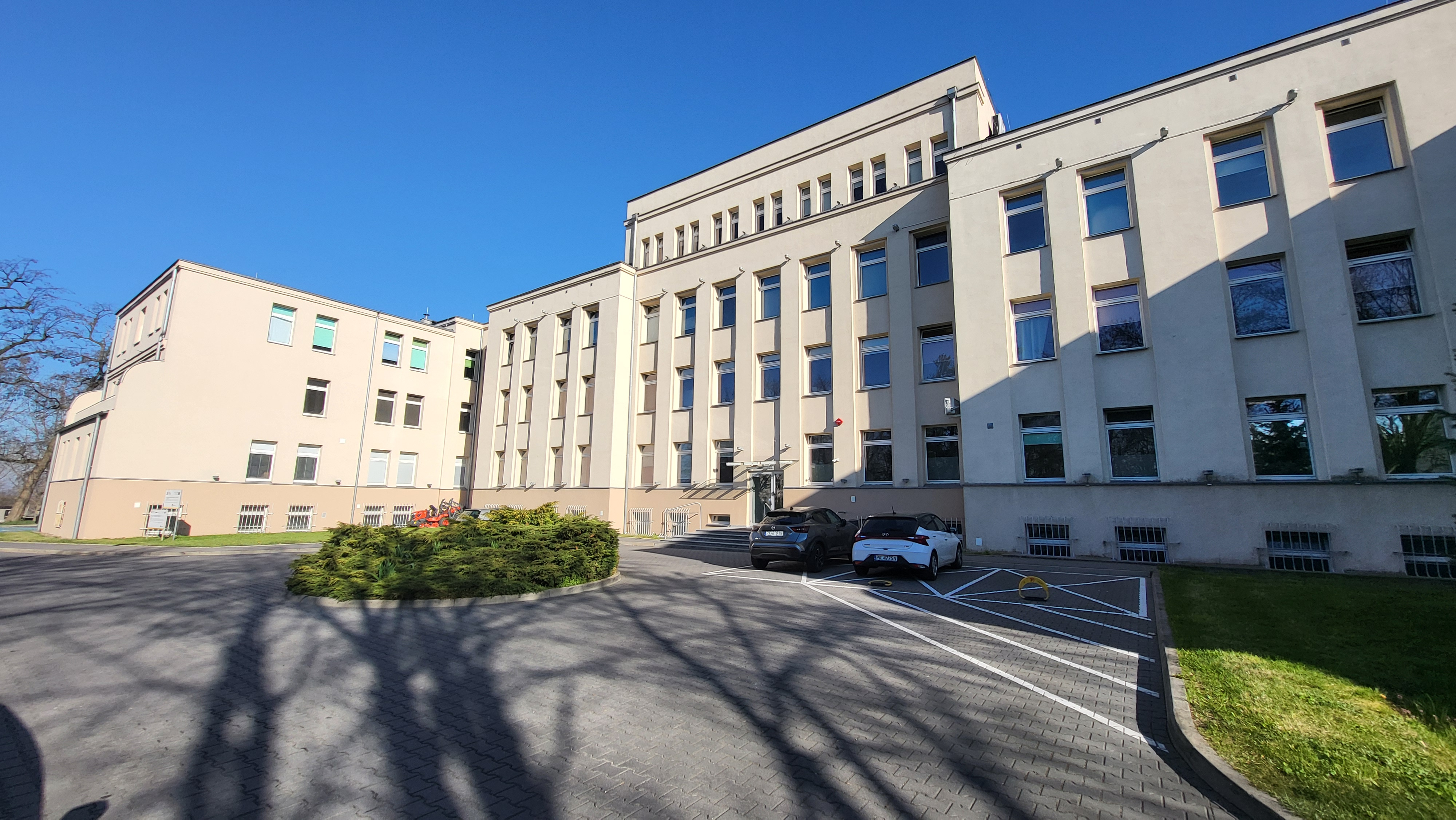
Oddział położniczo-ginekologiczny, ginekologii onkologicznej oraz patologii i intensywnej opieki noworodka

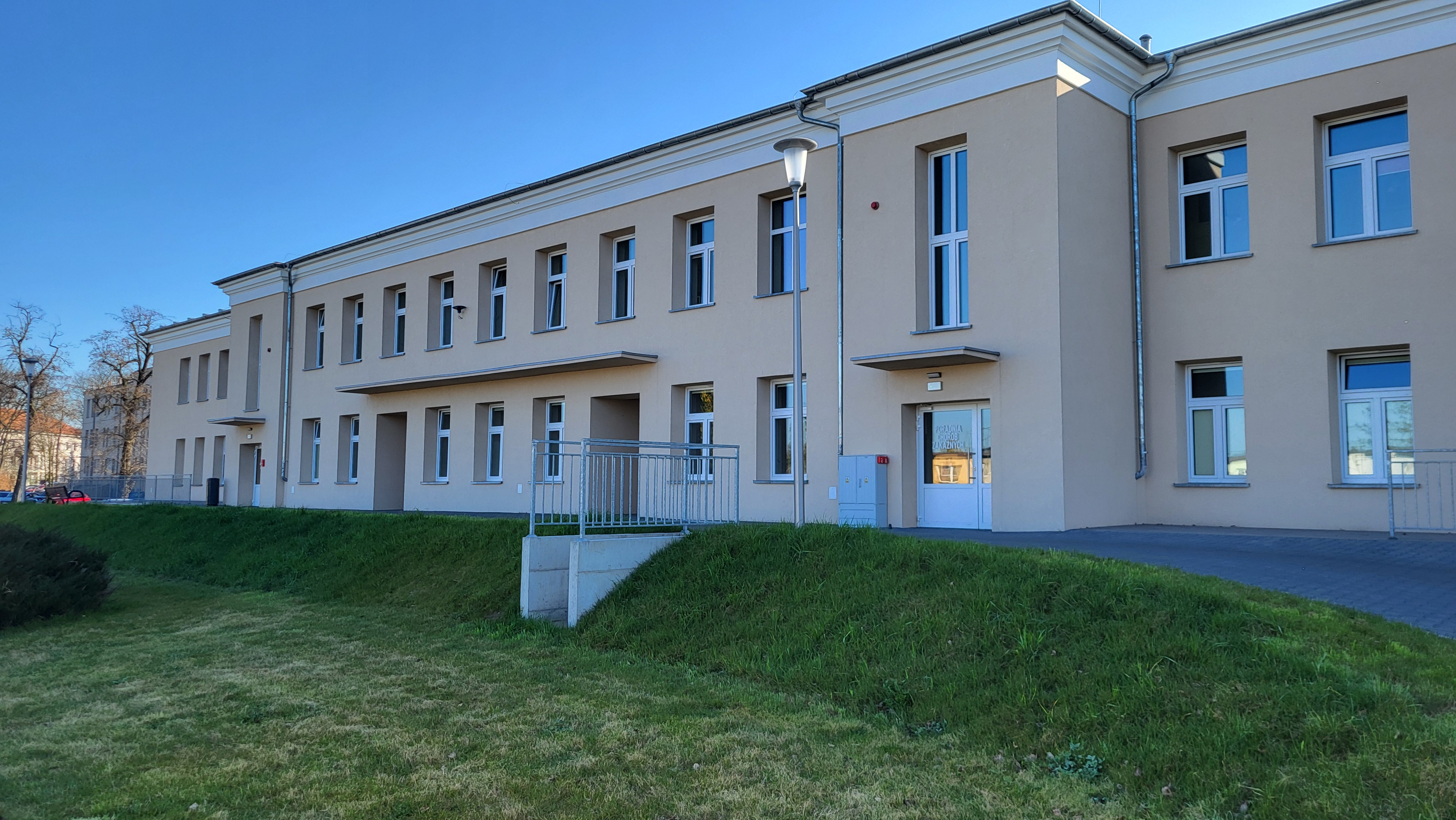
Oddział obserwacyjno-zakaźny